# Anton Victor de Austria
Anton Victor, Vicerege de Lombardia-Veneția (31 august 1779 – 2 aprilie 1835) a fost Arhiduce de Austria și Mare Maestru al Cavalerilor Teutoni.
Anton Victor a fost fiul lui Leopold al II-lea, Împărat Roman și al Mariei Luisa a Spaniei. S-a născut la Florența și a murit la Viena. Nu s-a căsătorit niciodată și nu a avut moștenitori.
1. 1 2  Anton Viktor Erzherzog von Österreich, The Peerage, accesat în 9 octombrie 2017
2. 1 2  Habsburg, Anton Victor Joseph Johann Raymund (BLKÖ)[*] Verificați valoarea |titlelink= (ajutor)